# Ар Джей Спэнглер
Ар Джей Спэнглер (англ. RJ Spangler; род. 23 ноября 1956 года, штат Индиана, США) — американский блюзовый барабанщик. Номинант Blues Music Awards в номинации «Блюзовый барабанщик» (2001) . 

## Биография
Ар Джей Спэнглер родился в Индиане, но с раннего детства рос в Детройте. Познакомился с джазом и блюзом благодаря своему дяде, барабанщику Баду Спэнглеру, который играл в известной детройтской группе The Tribe . Учился играть на барабанах у  Роя Брукса, в прошлом барабанщика Хораса Сильвера, Рэнди Вестона и Макса Роуча . Научившись играть на барабанах, играл в любительских группах, и лишь в 25-летнем возрасте решил делать карьеру в музыке. В 1980 году он создал свою первую группу, джазовый коллектив Sun Messengers, который получил премию Motor City Music Award в 1982 году. Группа выпустила альбом в 1984 году и воссоединившись, ещё один в 1997 году. В 1980-х Ар Джей Спэнглер играл джаз в стиле свинг и смесь ритм-н-блюза в различных коллективах. В 1990 году создал собственный лейбл звукозаписи Eastlawn Records. В 1993 году он стал сотрудничать с вернувшимся в Детройт и находящимся в безвестности блюзовым гитаристом Джонни Бассеттом, записав его на своём лейбле на кассете. Работа не осталась незамеченной, в 1994 году Johnnie Bassett & The Blues Insurgents с Ар Джей Спэнглером выступили на фестивале в Монтрё. Голландский лейбл Black Magic Records в 1997 году выпустил альбом Gave My Life To The Blues, он привлёк внимание Cannonball Records, которая в конце 1990-х выпустила ещё два альбома. Работа с Джонни Бассеттом принесла Спэнглеру номинацию Blues Music Awards «Блюзовый барабанщик» в 2001 году. В 2000-е годы Ар Джей Спэнглер много записывался с Альбертой Адамс, менеджером которой он являлся с 1995 года . 
Во второй половине 2000-х Спэнглер создал биг-бэнд Planet D Nonet, с творчеством, охватывающим диапазон «от классического свинга до бибопа и авангардного джаза», и записался с группой на 12 альбомах. Также руководит ещё двумя коллективами: органной джазовой группой RJ Spangler Trio и блюзовой группой RJ's Rhythm Rockers . 
Постоянно выступает в Детройте как сайдмен гастролирующих музыкантов: в списке с тем, с кем он выступал, такие имена как Франсин Рид, Пайнтоп Перкинс, Торнетта Дэвис.
В 2001 году вошёл в числе 300 самых важных персон в детройтской музыке по версии WDET , долгое время занимал пост председателя правления Детройтского блюзового общества. 
Живёт в Сент-Клер-Шорс

## Дискография (альбомы)
- В составе The Sun Messengers
- The Sun Messengers (Sun Sounds Records, 1984)
- Late Night Cruise (Sun Sounds Records, 1997)

- В составе Johnnie Bassett & The Blues Insurgents
- Gave My Life To The Blues (Black Magic Records, 1996)
- Cadillac Blues (Cannonball Records, 1997)
- Party My Blues Away (Cannonball Records, 1999)

- В составе Bill Heid Trio
- Bassett Hound (Fedora, 1997)

- В составе RJ Spangler's Blue Four
- You Know I Can't Refuse: The Bill Heid Sessions (Eastlawn Records, 2009)

- В составе Planet D Nonet
- Viper Madness (No Cover Records, 2010)
- We Travel The Spaceways — The Music Of Sun Ra (Eastlawn Records, 2010)
- Blowin' Away The Blues (Eastlawn Records, 2010)
- Ballads, Blues & Beyond (Eastlawn Records, 2010)
- Blowin' Away The Blues (Vol. 2) (Eastlawn Records, 2010)
- Swingin' The D (Detroit Music Factory, 2013)
- Just A-Sittin' And A-Rockin' With T-Bone Paxton (Eastlawn Records, 2013)
- A Salute To Strayhorn (Detroit Music Factory, 2016)
- Planet D Nonet Presents Kings Of Kansas City Swing Bennie Moten & Count Basie (Eastlawn Records, 2017)
- Live At The Scarab Club Presents: Monk's Dream (Al Rude Concert Producers, 2020)
- Tribute To Buddy Johnson Live At The Scarab Club (Eastlawn Records, 2022)
- Blues to Be There: a Salute to Duke Ellington (Eastlawn Records, 2022) [6]
В составе The RJ Spangler Trio
- This Is What We Do (Eastlawn Records, 2012)